# 岩井健作
岩井 健作（いわい けんさく、1933年（昭和8年）8月1日 -2025年（令和7年）3月31日 ）は、日本の牧師。56年間で6つの教会（広島流川教会2年、呉山手教会5年、岩国教会13年、神戸教会24年、川和教会2年、明治学院教会10年）で牧師を務め、42年間４つの教会付属幼稚園（呉山手2年、岩国13年、神戸教会で２つの付属幼稚園24年）で園長職を務めた。岐阜県加茂郡加茂野村出身、日本基督教団隠退教師、日本基督教団安中教会教会員。

## 学歴
- 1952年 岐阜県立加茂高校卒業
- 1956年 同志社大学神学部卒業
- 1958年 同志社大学大学院神学研究科修士課程修了 修士論文「エペソ書の教会論 – その真理契機と体得契機」指導教授：遠藤彰

## 職歴
- 1958年4月-1960年3月 日本基督教団 広島流川教会伝道師
- 1960年4月-1965年3月 日本基督教団 呉山手教会牧師
- 1965年4月-1978年3月 日本基督教団 岩国教会牧師
- 1978年4月-2002年3月 日本基督教団 神戸教会牧師
- 2002年7月-2004年3月 日本基督教団 川和教会牧師（代務）
- 2005年9月-2006年3月 単立明治学院教会牧師（協力）
- 2006年4月-2014年3月 単立明治学院教会牧師（主任）

## その他の働き
- 学校法人頌栄保育学院理事長
- 社会福祉法人神戸真正塾・神戸聖霊事業団理事
- 広島女学院大学・聖和大学非常勤講師
- 日本基督教団常議員、兵庫教区議長
- 日本基督教団阪神淡路大震災対策委員、日本基督教団阪神淡路大震災救援活動センター運営委員
- 日本基督教団 神奈川教区 基地自衛隊問題小委員会 委員
- 「教団『合同とらえなおし』を進める連絡会」委員
- 「鎌倉に震災銭湯を作る会」元代表

## 父・岩井文男
『日本キリスト教歴史大事典』（教文館 1988）に健作自身が「岩井文男」の項の執筆をしている。また「岩井文男と賀川豊彦の農民福音学校」（岩井健作、賀川豊彦学会論叢20号、2012）において賀川豊彦との接点が語られている。
岩井文男（1901年 - 1983年）日本基督教団教師、教育者。群馬県北甘楽郡高瀬村（現、富岡市上高瀬）の農家（養蚕、椎茸生産）に生まれる。日本組合甘楽基督教会にて岡部太郎牧師より1918年に16才で受洗。同志社大学法学部卒業、三井銀行に入行、1年で退社、大学の恩師で法学部教授・中島重に共鳴、日本労働者ミッションに参加、その派遣員として、京都府下草内村で農民運動に従事する。後、賀川豊彦の招き・支援で岐阜県富田村で農民福音学校および伝道活動を行う。1946年に「坂祝教会」開設。蘇原教会牧師と兼務。並行して、同志社大学神学部教授、宗教部長を務める。同志社大学の定年を前に退職し、郷里の新島学園中学・高等学校校長に着任、新島学園女子短期大学 初代学長を歴任。
岩井文男の生涯については『敬虔なるリベラリスト：岩井文男の思想と生涯』（新島学園女子短期大学 新島文化研究所編、新教出版社 1984）が詳しい。

## 父と共に
同志社に入学し、同志社此春寮に入寮するまで、健作は父と歩みを共にした。実際には、健作が同志社に入学した1952年に、文男は同志社大学宗教部主事に就任し、同志社時代も父の働きを間近に目にすることとなる。父・文男は平日を同志社の寮で過ごし、週末は岐阜の坂祝教会・蘇原伝道所（創設）を兼牧、文男50歳の時である。健作が学部を卒業し、大学院に入学した1956年、文男は同志社大学宗教部長・神学部専任講師に就任、坂祝教会・蘇原伝道所牧師を辞任し、丹波教会牧師を兼務（54歳）。健作が大学院修士2年の時、文男は神学部教授（実践神学）・学生部長に就任している。この頃、農村伝道に関する諸論文を「福音と世界」「基督教研究」誌上に発表している。健作も派遣された都市部の教会での奉仕と並行して、父が牧会する岐阜の坂祝教会・蘇原伝道所の礼拝を応援した。健作が「坂祝教会（現中濃教会）」を「魂の故郷」と呼ぶのは、電気も通わない戦後の農村で体験した家族と共なる伝道と生活の記憶が鮮明であり続けたからであろう。
- 1932（昭和7）年、父・岩井文男が賀川豊彦から指示され、岐阜県加茂郡富田村に赴く。
- 健作、1933（昭和8）年8月1日生。
- 賀川豊彦の援助を受け、父・岩井文男、同志社神学部に入学、京都に転居。
- 父・岩井文男、同志社卒業後、東京市渋谷区八幡通にて開拓伝道。「日本組合渋谷教会」開設。
- 健作、常盤松尋常小学校から松澤小学校（世田谷区）に転校。父の開拓伝道地が杉並区永福町となり、渋谷教会から永福町教会に変わり転校。
- 健作、新潟県岡野町の西照寺に疎開[4]。
- 群馬県北甘楽郡高瀬村に疎開。疎開後、松澤小学校に戻る。
- 1946（昭和21）年、岐阜県加茂郡坂祝村黒岩に転居。父・文男（45歳）再度の農村伝道。「坂祝（さかほぎ）教会（現中濃教会）」開設。蘇原教会で聖書研究会を開催。
- 健作、坂祝教会開設主日（1946年10月6日）に父より受洗、13歳。11人が受洗。
- 親子7人、春〜夏は薩摩芋、秋〜冬は麦という二毛作の農耕。
- 日々の農作業、山羊の世話、蜜蜂の飼育、草取り、種まき、収穫、換金等。日曜学校で「聖書読破会」。
- 健作、中3の時に「同信会」の高校生献身者キャンプに参加。
- 岐阜県立加茂高校入学、卒業後、1952年4月、同志社大学神学部に入学。18歳。

## 同志社大学時代
- 同志社大学神学部〜大学院（1952-1958）。3つの教会で派遣神学生として実習。並行して坂祝教会・蘇原教会を応援。
- 1952年4月-1954年3月 ：日本基督教団 京都教会に転入。派遣神学生。
- 1954年4月-1955年3月 ：日本基督教団 浪花教会 派遣実習生（学部3年時）
- 1955年4月-1957年3月 ：日本基督教団 神戸教会 派遣神学生（学部4年・大学院1年）
- 修士論文「エペソ書の教会論 – その真理契機と体得契機」指導教授：遠藤彰
- 入学から2年を此春寮、後の４年を壮図寮で過ごす。
- ４年先輩に笠原芳光。入学と同時に此春寮で出会う。神戸教会派遣神学生の際、当時卒業して神戸教会伝道師であった笠原から二年間影響を受ける。
- １年先輩、三好博（後に神戸教会伝道師、浪花教会牧師等歴任）神戸教会派遣神学生時代であった時、1年を共に過ごす。
- 同期：金井愛明（-2007年、日本基督教団 釜ヶ崎伝道所・西成教会牧師兼任、釜ヶ崎いこい食堂運営、炊き出し活動等）
- 同期：福井達雨（止揚学園創設）
- 同期：伊藤義清（-2005、女子学院高校宗教主事、「働く人」編集主任等歴任）
- 同期：岸本和世（日本基督教団 札幌北光教会牧師等歴任）
- 同期：五味一（現在、日本基督教団 浦河教会牧師）
- 同期：田口重彦（岩国東教会牧師等歴任）
- 二年後輩に野本真也（同志社大学神学部教授・学部長・理事長等を歴任、現在 日本基督教団 賀茂教会牧師）

## 新島襄の安中教会（群馬）
新島襄をルーツとする安中教会の信徒として、母方で遡ると健作は4代目（5代目という説もある）の安中教会員である。
父・岩井文男の母教会である日本基督教団 甘楽教会（群馬県）は、安中教会の開拓伝道に繋がる教会で、父方で言えば3代目のキリスト者となる。
健作は何度か安中教会で説教を担当しており、公式ホームページ 岩井健作.com サイトにテキストが公開されている。
2008年3月30日の安中教会創立130周年記念礼拝「聖書に出会えば、何かが起きる」
2016年1月17日の新島襄没後126周年記念礼拝（阪神淡路大震災から21年目）「なお壮図を抱いて − 新島襄没後126周年を覚えて」

## 西中国教区（1958-1978）
健作は、1958年4月から1978年3月までの20年間を、日本基督教団 西中国教区の3教会（広島、呉、岩国）で牧師を務めた。
岩国教会牧師に就任した1965年に最初の共著『洗礼を受けるまで』が西中国教区宣教研究会編として出版された。14週分の学びの単元の最後、本文の最後の言葉として、ベトナム戦争に突入する米軍の基地問題をはじめとする西中国教区の抱える課題を「社会」というタイトルで次のように結んでいる。
”この弱いわたくしたちにも、「あなたがたは地の塩である」と呼びかけ、わたしたちの未来に希望を与えてくださる方の信頼を信じて行動し、逆に社会を正しく変革していくものが、現代の信仰者なのです。”
1968年、共著となる続編『洗礼を受けてから』が出版される。その書籍の最後は「第5章 証しとしての市民行動」であり、次の言葉で結ばれている。
”教会生活の中で訓練されたことが、市民運動の中で生かされる時、教会はほんとうに地域に仕えていると申せましょう。”
岩国を含む西中国教区がベトナム戦争に接する最前線であったことを、健作は後に「私は岩国でベトナム戦争を経験した。」と語っている。（2015年6月21日（日）日本基督教団 鎌倉恩寵教会での講演「私は岩国でベトナム戦争を経験した。そして今」）
平和に対する危機感と戦争の脅威は、米軍戦闘機が飛来する岩国では日常の現実であったし、それは沖縄の抱える苦悩に通じるものであった。

## 神戸教会牧師（1978-2002）
西中国教区での20年間、牧会と幼児教育の経験を経て、健作は1978年4月、日本基督教団 神戸教会 第12代牧師に就任する。以降2002年3月まで24年間、神戸教会牧師、石井幼稚園園長、神戸教会いずみ幼稚園園長を務める。神戸教会と縁の深い、学校法人頌栄保育学院の理事長、社会福祉法人神戸真正塾・神戸聖霊事業団理事を務め、教団・教区において、日本基督教団常議員、兵庫教区議長、日本基督教団阪神淡路大震災対策委員を務めた。
日本基督教団 神戸教会の創立は1874（明治７）年4月19日、アメリカンボードの宣教師 D.C.グリーンによる男女11名の受洗、摂津第一公会の設立に遡り、1974（昭和47）年4月21日、教会創立100周年記念集会が開かれている。健作が神戸教会牧師に就任したのは100周年から４年後であるが、100周年教会史の編纂には1974年から実に18年の時を必要とした。編集委員会の発足は1974年、『近代日本と神戸教会』の出版決定と編集作業の開始は1989年、実際の出版は1992年である。「教会史の編纂」の章は『近代日本と神戸教会』の本文の最後を飾っている。
1995年1月17日、午前５時46分、マグニチュード 7.2、震度７の烈震、阪神淡路大震災が神戸の街に襲いかかった。神戸教会は会堂修復を済ませたばかりであったため、倒壊を免れた。健作は後に次のようにそのことを書いている。
”特別募金の完遂により改修を終わっていたことが外壁の倒壊をまぬがれた大きな要因であった。”
倒壊は免れたものの、神戸教会ではガスが止まっていて、1995年3月5日（震災から47日目、受難節第1主日）まで礼拝堂での礼拝は守れなかった。教会は、ガスが通わず、暖房も風呂も使えない状況が１ヶ月半続いていた。亀裂の入った会堂塔屋部分の復旧の見積もりは数千万円に上ったという。それでも周囲の完全に倒壊した教会堂に較べれば被害は軽微だった。
神戸教会が教会史の編纂に18年をかけたように、パイプオルガンの導入には実に20年をかけている。健作が神戸教会牧師に就任した1978年の3年後、1981年2月「オルガンのため」初めての献金が捧げられた。阪神淡路大震災の被災の中で、生活の復興と慰めの祈りと共にパイプオルガンのための献金は重ねられ、2001年3月14日にパイプオルガンが完成する（岩井健作.comサイトにテキストが掲載されている）。
震災から7年、パイプオルガン完成の翌年、2002年3月に健作は24年間務めた神戸教会牧師を辞した。この時、68歳。日本基督教団 隠退教師として、鎌倉に居を移した。

## 「神戸教會々報」に掲載されているテキスト
- ぶどう園のいちじくの木（1978）[11]
- 神戸教会牧師就任の辞（1978）[11]
- 神戸教会いずみ幼稚園の近況（1978）[11]
- ベツレヘムの星先立ちて（1978）[12]
- ガリラヤのイエス（1979）[13]
- 1979年度宣教方針（1979）[13]
- 宣教の将来（1979）[14]
- 牧師消息 1979.4-8（1979）[14]
- 牧会祈祷（1980）[15]
- 教会の共同性の中で（1981）[16]

（合計約８０点）

## 著書
- 共著『洗礼を受けるまで』(日本基督教団西中国教区宣教研究会編、日本基督教団出版局 1969、教区内で出版された初版は1965年発行）ISBN 978-4818420045
- 共著『洗礼を受けてから』（日本基督教団西中国教区宣教研究会編、日本基督教団出版局 1968）ISBN 978-4818421059
- 「岩井文男」の項目執筆、『日本キリスト教歴史大事典』（教文館 1988）ISBN 978-4764240056
- 共著『近代日本と神戸教会』(日本基督教団神戸教会編、創元社 1992）ISBN 978-4422143514
- 『聖書を歴史的に読む』(SCM叢書、SCM研究会、1993）
- 『地の基震い動く時 – 阪神大震災とキリスト教（SCM研究会、1996年）ISBN 4900800023
- 共同編者『山下長治郎歌集』（岩井健作・笠原芳光編、山下長治郎歌集刊行委員会 1997）
- 『地の基震い動く時 – 阪神淡路大震災と教会（コイノニア社、2005年）ISBN 978-4901943093
- 『兵士である前に人間であれー反基地・戦争責任・教会』（ラキネット出版、2014年）ISBN 978-4-86211-399-3
- 『聖書の風景　小磯良平の聖書挿絵』（新教出版社、2018年）ISBN 978-4400828037